# Amerang
Amerang fou una senyoria imperial mediatitzada que fou governada per la branca alemanya dels della Scala de Verona, després Von der Leiter.

## Senyors d'Amerang (dinastia Von der Leiter)
- Joan I della Scala, després Von der Leiter, mort el 20-11-1490
- Joan II von der Leiter ?-1541 (fill)
- Joan Cristòfol I 1541 - 14 d'abril de 1544 (mort a la batalla de Ceresato el 14 d'abril de 1544) (fill)
- Joan Veremund I 14 d'abril de 1544 - 24 d'abril de 1592 (fill)
- Joan Diètric I 24 d'abril de 1592 - 25 d'octubre de 1598 (fill)
- Joan Cristòfol II (mort el 22 d'octubre de 1572) (fill)
- Joana 25 d'octubre de 1598 - 17 d'agost de 1644), germana, heretà Amerang que va passar als barons de Lamberg.